# Günther von Pannewitz
Günther von Pannewitz (né le 6 décembre 1857 à Neiße, province de Silésie et mort le 23 septembre 1936 à Fribourg-en-Brisgau) est un général d'infanterie prussien de la Première Guerre mondiale.

## Biographie

### Origine
Günther est le fils du lieutenant-colonel prussien Hermann von Pannewitz (1815-1866) et de son épouse Antonie, née von Siebold. Son père est tué à la bataille de Sadowa pendant la guerre contre l'Autriche

### Carrière militaire
Après sa formation dans le corps des cadets, Pannewitz est transféré le 15 avril 1875 au 11e régiment de grenadiers de l' armée prussienne en tant que sous-lieutenant. D'octobre 1878 à fin mars 1881, il sert comme adjudant au commandement du district de Schweidnitz puis arrive à Strasbourg dans le 132e régiment d'infanterie (de). Ici, Pannewitz est promu adjudant régimentaire le 1er novembre 1881 et à partir du 1er octobre 1885, il est affecté à l'Académie de guerre pour une formation continue pendant trois ans. Il devient ensuite commandant de l'état-major et, avec sa promotion au grade de capitaine le 24 mars 1890, Pannewitz est transféré ici. Au cours des trois années suivantes, il sert dans divers états-majors, d'abord au 3e corps d'armée, puis de nouveau au Grand État-Major. Pannewitz sert ensuite comme commandant de compagnie dans le 22e régiment d'infanterie de la mi-février 1893 à la mi-novembre 1894. Il est transféré à la 21e division d'infanterie à Francfort-sur-le-Main, utilisée comme premier officier d'état-major et promu major le 12 septembre 1895. À ce titre, il est transféré à l'état-major le 22 mars 1897, avec commandement simultané de l'état-major de la 5e inspection de l'armée.
Pannewitz retourne au service militaire le 22 juillet 1900 et sert comme commandant du 1er bataillon du 109e régiment de grenadiers (de) et est transféré à l'état-major du 11e régiment de grenadiers le 22 avril 1902 lorsqu'il est promu lieutenant-colonel. Après dix mois de service, il est chargé de s'occuper des affaires en tant que chef de département à l'état-major général et le 18 avril 1903, il est nommé à ce poste. Après seulement deux mois, Pannewitz est rappelé et nommé chef d'état-major du gouvernorat de Strasbourg . Il travaille ici pendant trois ans, devient colonel le 16 mars 1905 et commande du 10 avril 1906 au 17 octobre 1908 le 113e régiment d'infanterie à Fribourg-en-Brisgau. Puis d’abord avec la direction du 14e brigade d'infanterie (de), il est nommé commandant lorsqu'il est promu général de division le 24 mars 1909. Pannewitz abandonne cette brigade le 19 février 1912 et reçoit la direction de la 4e division d'infanterie et nommé commandant en même temps qu'il est promu lieutenant général le 22 avril 1912.

#### Première Guerre mondiale
Pannewitz dirige également cette division lorsque la Première Guerre mondiale éclate. Initialement, sa grande unité marche en collaboration avec la 1re armée envahit la Belgique neutre et combat à Gète et à Mons. Après la bataille de la Marne, Pannewitz et sa division se retirent comme indiqué et combattent sur l'Aisne. Début novembre 1914, il est nommé général commandant du 17e corps d'armée sur le front de l'Est . Sous son commandement, le corps combat à Kutno, à la bataille de Łódź et à Rawka et Bzura. Le 27 janvier 1915, Pannewitz est promu général d'infanterie. À partir du 13 juillet 1915, il dirige son corps dans le groupe d'armées « Gallwitz », qui comprend parfois aussi la 1re division de réserve de la Garde, à l'offensive de la Narew. Przasnysz est vaincu dès le premier jour. Ses troupes percent ensuite la position de Bogate, traversent la Narew entre Różan et Pułtusk et peuvent à nouveau vaincre les forces russes lors de la bataille de Wonsewo au début d'août 1915. Après de nouvelles escarmouches et batailles, l'avancée dans les marais lituaniens s'arrête. En octobre 1915, Pannewitz et son corps arrivent sur le front occidental et combattent dans la guerre des tranchées entre la Somme et l'Oise. Lors de la bataille de la Somme, qui débute le 1er juillet 1916, il commande un groupe de la 2e armée et a pu maintenir la majorité de ses positions lors de lourdes batailles défensives.
Le 6 septembre 1916, Pannewitz abandonne le commandement de son corps pour des raisons de santé et est transféré dans l'armée en tant qu'officier. En reconnaissance de ses exploits lors de la bataille de la Somme, il reçoit la plus haute distinction prussienne pour bravoure, l'Ordre Pour le Mérite, le 13 septembre 1916. Après sa guérison, il reste en service et le 12 octobre 1916, il est nommé commandant général du commandement général adjoint du 20e corps d'armée à Allenstein. Après l'armistice de Compiègne, Pannewitz reste dans un premier temps à son poste et, à sa demande, est mis à la retraite le 4 décembre 1918.

### Famille
Pannewitz se marie avec Ebba von Ekesparre (de) (née en 1881) à Davos le 8 janvier 1900. Elle est la fille de l'officier germano-baltique et conseiller d'État impérial russe Eugen von Ekesparre (de) et de son épouse Anna Carolina baronne Schilling von Cannstatt (de).